# あんてるさんの花
『あんてるさんの花』は、2012年公開の日本映画。
「セバスチャン」、「あまっちょろいラブソング」に続く、武蔵野市吉祥寺を拠点にしたプロジェクト「ムサシノ吉祥寺で映画を撮ろう！」の三作目で、オール武蔵野市ロケの映画。2012年5月24日にハンブルグ日本映画祭2012（Japan Film Fest in Hamburg 2012）に出品された。2012年6月16日に舞台挨拶が行われ、ぴあ初日満足度ランキング１位を獲得した。2012年7月27日は第28回あきる野映画祭に出品されている。
吉祥寺の路地のハモニカ横丁の居酒屋を舞台にしたヒューマン・ファンタジー。

## あらすじ
吉祥寺のハモニカ横丁で居酒屋「あんてる」を経営している安藤照夫は、ラジオにゲストで呼ばれた際に、アンデルセンの花、通称「忘れろ草」という花を知る。妻の安藤奈美恵が店を閉めようという中、偶然、花屋で忘れろ草を見つけ、店に飾る。忘れろ草が開花し、常連客が花に触れると幻が見える。そして忘れろ草が見せる幻を通して、大切な絆を見つけていく。

## キャスト
- 安藤照夫：小木茂光
- 安藤奈美恵：田中美里
- 徳山秀典
- 松本タカヒロ
- 佐藤めぐみ
- 柳めぐみ
- 葛西幸菜
- 森廉
- 藤村聖子
- 落合恭子
- 菊井彰子
- 深沢敦
- 山田明郷
- 螢雪次朗
- 松田柊哉

## スタッフ
- 監督：宝来忠昭
- 脚本：ビーグル大塚
- エグゼクティブプロデューサー：松江勇武
- プロデューサー：吉見秀樹
- 撮影：柳田裕男
- 照明：野村直樹
- 録音：小林武史
- 衣装：今野亜季
- メイク：那須野詞
- 助監督：古賀奏一郎
- 主題歌:名前のない今日（MeguMild)
- 挿入歌:君が教えてくれたこと（柳めぐみ）
- 劇中歌:ハナビ（MeguMild）、愛しいキミへ（SWITCH）
- 製作:「あんてるさんの花」製作委員会

## 映像ソフト、関連商品
2013年10月2日ポニーキャニオンからDVD（ASIN ：B00EDF7FGU）がリリースされた。
また、2012年6月16日にMeguMild劇場限定シングル「名前のない今日」（KNMM-1008）がリリースされている。